# Madeleine pénitente (Titien, Florence)
La Madeleine pénitente est un tableau du peintre italien Titien (1485-1576). Cette œuvre daterait des années 1530 et 1535, et se trouve aujourd'hui exposée dans la Galerie Palatine, au sein du Palais Pitti à Florence.

## Description
Le tableau a été peint sur une commande du duc d'Urbino, Francesco Maria della Rovere. L'œuvre porte la signature du peintre. 
Bien que Titien ait réalisé d'autres versions sur le thème de Marie Madeleine, comme celle de l'Ermitage  (remarquer le traitement opposé, malgré de nombreux points communs), celle-ci se distingue par son expressivité, sa dévotion, mais aussi par sa grande sensualité et son coloris. 
Ici se distingue l'usage de la lumière, faisant rayonner le corps de la femme, contrastant avec l'obscur paysage du fond.

Une autre version de Titien sur le même thème (c. 1565), huile sur toile,, musée de l'Ermitage, Saint-Pétersbourg, Russie